# Bošovice (tvrz)
Tvrz Bošovice je goticko-renesanční tvrz a významná pohledová dominanta obce Bošovice v okrese Vyškov. Tvrz stála pravděpodobně již dříve, poprvé se ale spolehlivě připomíná roku 1398. Roku 1408 byla tvrz pustá, za válek mezi markrabaty ji nejspíše zničili přívrženci markraběte Jošta. Roku 1415 je již zmiňována nová tvrz z kamene a cihel. V 15. století její majitelé přistavěli vedle věže jednoposchoďový palác o dvou světnicích nahoře v poschodí a dvou v přízemí. Toto stavení dosud existuje.
Tvrz odděloval od terénu a blízkého dvorce hluboký a široký příkop, který ji obemykal ze všech stran. Byl lemován hliněným valem navíc zpevněným dubovou palisádou. Na tvrz se přicházelo po rampě k brance ve valu a odtud pak po dřevěném mostě klenoucím se nad příkopem. Uprostřed nádvoří tvrze se nacházela hluboká studna. V Průběhu 16. století, patrně za pánů z Polánky (1481–1574), bylo do míst původního obranného příkopu k tvrzi přistavěno renesanční křídlo. Od roku 1574 tvrz několikrát změnila majitele až ji roku 1627 získal spolu s Bošovicemi Maxmilián z Lichtenštejna, v jehož rodu následně zůstala dalších 300 let. Toto období ale znamenalo její postupný úpadek, když začala sloužit jako bydliště úředníků a později jako sýpka.
Po druhé světové válce sloužila jako společenské středisko, v 80. letech 20. století prošla stále více chátrající tvrz nešetrnou a neúplnou rekonstrukcí, během níž byly poškozeny mnohé architektonické prvky. Po sametové revoluci byla nedokončená rekonstrukce zcela zastavena, neboť se tvrz vrátila na základě restituce původním majitelům. Její stav zůstává i nadále špatný. Je jednou z mála tvrzí na Moravě, která přetrvala až do současnosti a od roku 1997 je chráněna jako nemovitá kulturní památka České republiky.

## Historie

### 13.–16. století

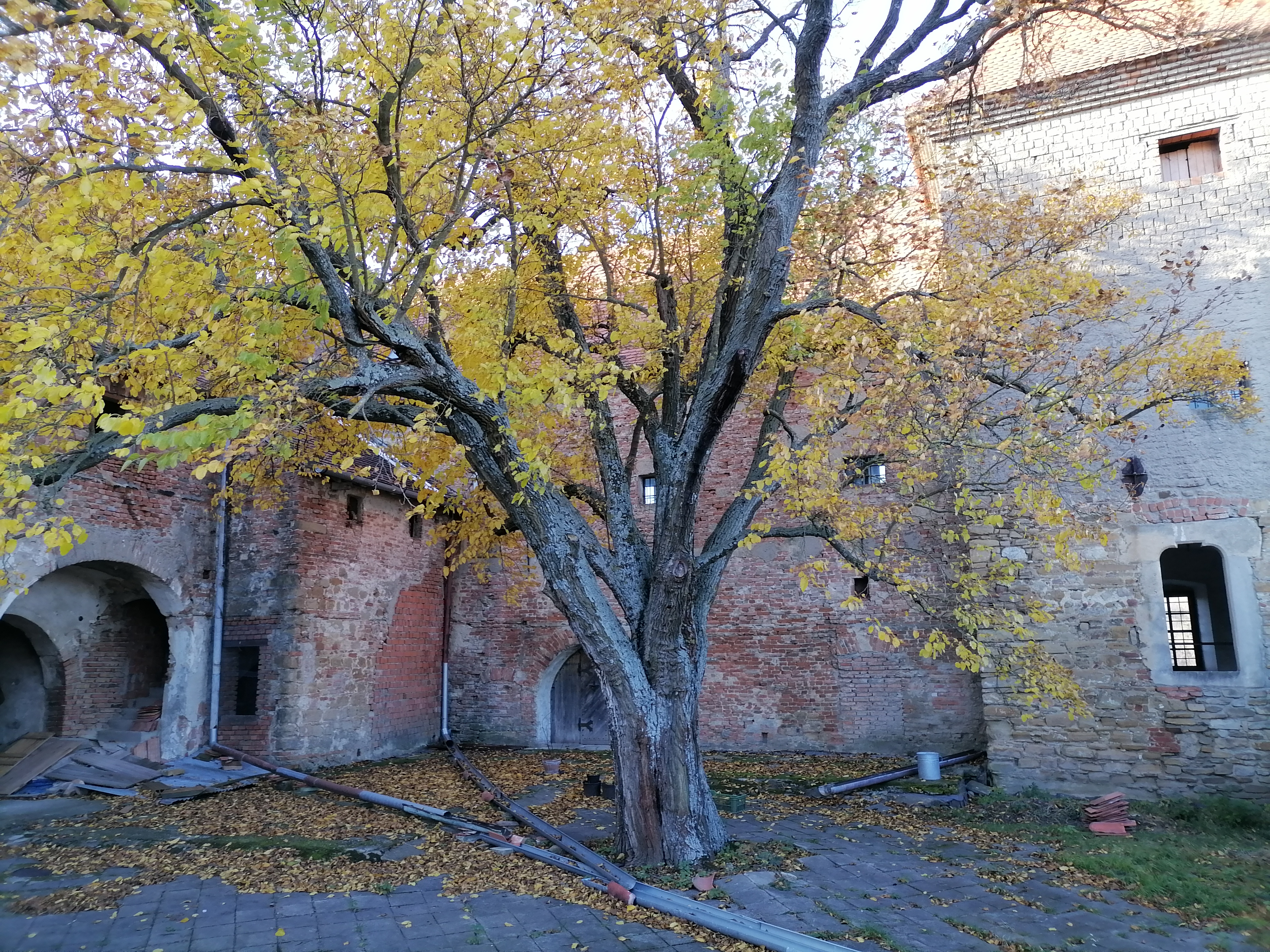
Pohled do nádvoří tvrze

Na místě současné kamenné tvrze stávala snad již roku 1298 tvrz dřevohliněná, kdy je připomínán Petr z Bošovic. V roce 1334 pak Bošovice patří do majetku Arkleba a Jana z Bošovic, v polovině 14. století držel polovinu Bošovic i patronátu Kuna z Kunštátu a Lysic a roku 1373 pak jeho synové. Písemně je však existence tvrze bezpečně doložena teprve v soupisu majetku pocházejícího z roku 1398, kde je přímo uvedena jako vlastnictví pánů z Kunštátu. První zpráva z roku 1398 hovoří o „místě opevnění“ (latinsky locum municionis) a podobně vlastnický vklad Aleše z Kunštátu a Lysic Martinovi z Drahanovic z roku 1409 jako o „kopci s místem opevnění“ (cum loco municionis dicto). Z této formulace lze usuzovat, že byla bošovická tvrz pustá, nebo se představovala anebo byla někdy na počátku 15. století zničena během bojů mezi markrabaty Joštem a Prokopem a to nejspíše přívrženci markraběte Jošta. Ve zmíněných dokumentech z roku 1398 je tedy hovořeno ještě o tvrzi, roku 1408/9 je v jiném záznamu uvedena již jako tvrz pustá, avšak roku 1415, kdy Bošovice na čas získal Jan Kos z Okrašovic, je místo tvrze zmiňován již pouze holý kopec. O zániku svědčí také četné nálezy dobové keramiky a požárová vrstva, které byly objeveny při výzkumu lokality.
O výstavbě nové kamenné tvrze rohodl pravděpodobně Jimram z Doubravice. Ještě téhož roku 1415 je totiž zmiňována nová tvrz z kamene a cihel a před rokem 1419 již „na tvrzi seděl“. V průběhu husitských válek tvrz změnila majitele, k roku 1437 je již uváděn majitel jiný, neboť „na tvrzi seděl“ Jan Zajíc z Valdeka. Jan z Valdeka přišel na Moravu spolu se svým bratrem Přibíkem s vidinou možnosti domoci se určitého podílu na dědictví po svém zesnulém strýci Vilémovi Zajícovi z Valdeka na Židlochovicích († 1420). Oba ovšem záhy zjistili, že se jim žádného podílu domoci nepodaří a proto se oba rozhodli vstoupit do vojenských služeb, konkrétně Jan se dal do služeb Albrechta II. Habsburského. O přesných okolnostech či přesných datech nejsou k dispozici spolehlivé údaje, z Libri citationum et sententiarum, seu, Knihy půhonné a nálezové Moravského zemského soudu lze vyčíst, že „král Albrecht slavné paměti“ zapsal Janovi plat z proboštství knínického náležejícího klášteru Hradisko u Olomouce, aby „tím byl lidí odbýval“. Oběma bratrům se ještě za trvání husitských válek podařilo na Moravě získat statky. Jan odkoupil od Jimrama z Doubravice v rozmezí let 1423 až 1434 do svého držení „ves Bošovice s tvrzí a dvorem, podacím kostelním, vinicemi a vinným desátkem, ves Skřipov s dvorem, rybníky a dvůr Sádkov“. Prodej tvrze ovšem neproběhl zcela bez problémů, neboť Barbora z Reichenpachu, manželka Heníka z Valdštejna, které původní majitel Jimram z Doubravice a t.č. již nebožtík nevydal klenoty po matce, podala na nového majitele Jana Zajíce z Valdeku žalobu, kterýžto se dle jejího názoru stal dlužníkem novým. Jan Zajíc nicméně tuto při s Barborou z Reichenpachu, zastupován bratrem Jimrama Smilem, vyhrál. Jisté je, že roku 1437 se o Janu Zajícovi hovoří již s přízviskem „z Bošovic“ a předpokládá se, že již v době, kdy Jan Zajíc tvrz odkoupil od Jimrama z Doubravice, musela být výstavná, neboť Jimram patřil k poměrně významným šlechticům. Dominovala jí čtverhranná zděná věž. Jan Zajíc se však s její podobou zjevně nespokojil, neboť právě jemu bývá přisuzováno zásadní rozšíření tvze, snad díky němu získala nynější rozsah a bývá někdy dokonce označována jako hrad. Jan Zajíc byl tou dobou již dobře etablovanou osobností v rámci moravských stavů, což dokazuje například ručitelství za Václava z Kravař a Strážnice či jeho bratra Jiřího. Jan Zajíc je v písemných pramenech naposledy zmiňován mezi živými 15. prosince 1460, a jeho úmrtí se předpokládá někdy v první polovině roku 1461.
Na tvrzi je pak zmiňován Jan ze Svojkova, který roku 1481 „... vložil ve dsky Bošovice a vsi pusté Sádkov a Skřípov Alšovi z Polanky“, neboli na Aleše z Polanky, dosud sídlícího na dvoře či tvrzi v nedalekých Otnicích, převedl vlastnická práva.
O další zásadní dostavbu tvrze se tak po roce 1480 zasadili vladykové z Polanky, počínaje jmenovaným Alešem, který ji koupil včetně malého statku. V průběhu 1. poloviny 16. století ve stavebních úpravách poté pokračovali jeho synové, kteří nahradili dřevěnou ohradu, strážní věž byla zvýšena, místnosti zaklenuty a zřízen parkán. Vedle věže přistavěli jednoposchoďový palác o dvou světnicích nahoře v poschodí a dvou v přízemí. Tvrz byla od terénu a blízkého dvorce oddělena velmi hlubokým a širokým příkopem, který ji obemykal ze všech stran. Příkop byl k tomu dále lemován hliněným valem, který zpevňovala na temeni dubová palisáda. Na tvrz se přicházelo po rampě k brance ve valu a odtud pak po dřevěném mostě klenoucím se nad příkopem. Uprostřed nádvoří je také zmiňována „hluboká studně“. Vladykové z Polanky Aleš a jeho synové se tak zasloužili o pozdně gotickou podobu tvrze. Roku 1544 se v záznamech hovoří o Alešově synovi Petrovi, který své manželce Kateřině z Domamyslic na Bošovicích zapsal částku 1000 zlatých a svým synům Hynkovi a Petrovi zůstavil městečko Bošovice s tvrzí a pusté vsi Sádkov a Skřípov. Kateřina Buchlovská z Domamyslic je zmiňována ještě roku 1560 v souvislosti se stavebními úpravami, na tvrzí totiž nechala provést některé renesanční změny, což znamenalo že ke gotickému jádru tvrze bylo přistavěno renesanční křídlo, s nímž se mění podoba příjezdové brány z kulisového tvaru do podoby klenutého průjezdu. sahající až do stávajícího obranného příkopu. Během pozdní gotiky a renesance tedy byla tvrz postupně rozšířena na dvoukřídlou stavbu s hradbou a uzavřeným nádvořím. Posledními vlastníky z rodu pánů z Polanky byli Hynek a Jan z Bošovic, ti s rokem 1574 své podíly na Bošovicích prodali Václavu Mouřínovskému z Mezilesic. Roku 1574 byla tvrz již s velkou pravděpodobností významně přestavěna.
| „ | „... v období vrcholící renesance, vzniká mezi oběma středověkými budovami zděné křídlo, budovy vstupního traktu, vlivem postupného růstu půdorysně neuspořádané, jsou v čelní linii sjednoceny a doplněny o zděné patro. V koutě nádvoří současně vzniká hranolové schodiště, vystavěné z druhotně použitého lomového kamene, získaného při odstranění některých starších konstrukcí při úpravách v interiéru. Takto upravená a zřejmě a zřejmě také vybavená velkými sálovými prostorami a rovněž soukromou kaplí, vstupuje tvrz do počátku 17. století...“ | “ |

### 17.–21. století

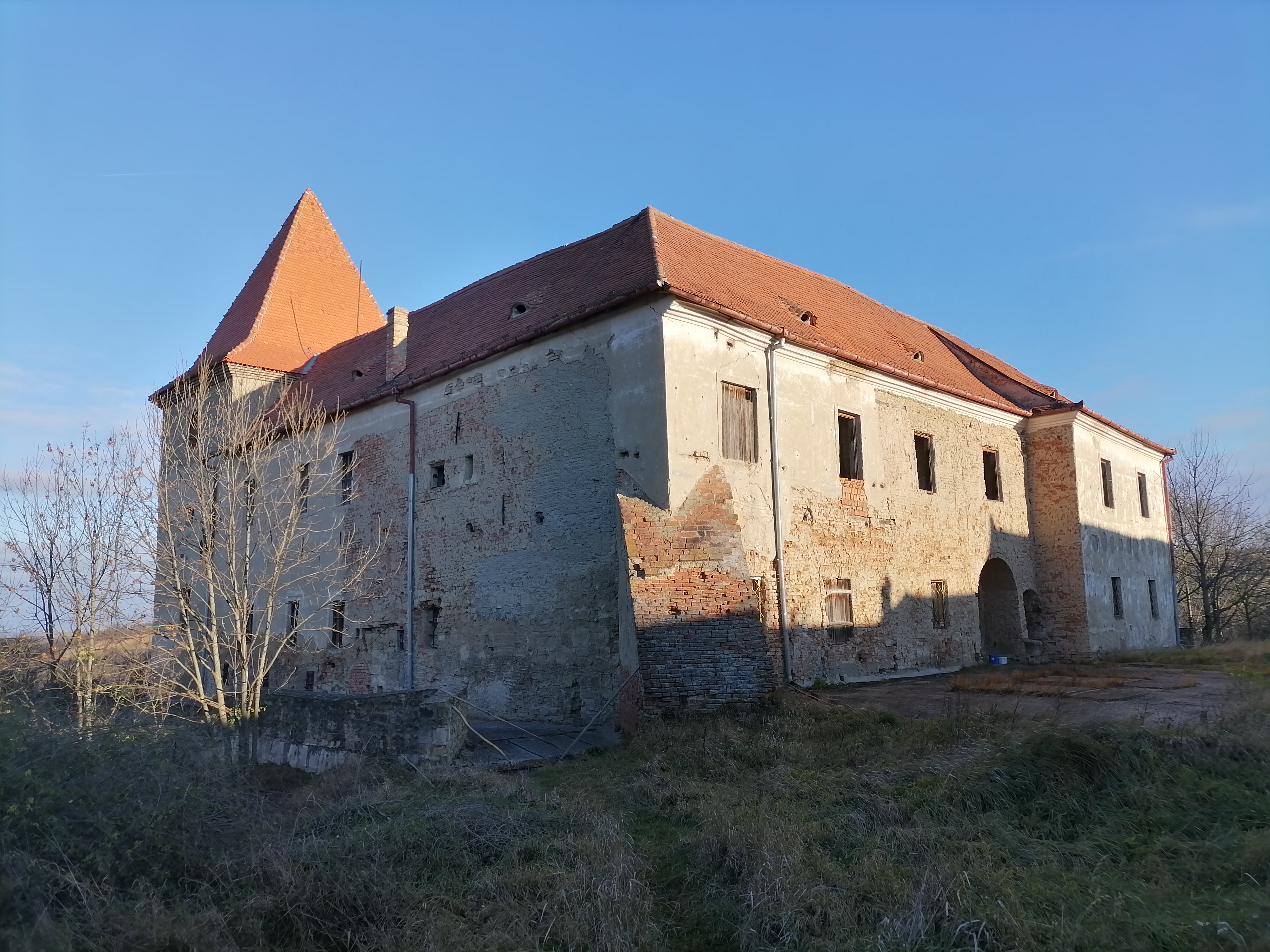
Pohled na tvrz od jihozápadu. Na snímku lze vidět později přibudovaný rohový opěrný pilíř.

Dalším majitelem se stal Jan Čejka z Olbramovic, který „v listopadu 1616 koupil za 36 000 zl. hrad Bošovice s dvorem při témž hradě ležícím, městečko Bošovice i s kostelním podacím (...) od Markéty Odkolkovny z Újezdce, provdané za Václava Mouřinovského z Mezilesic. Vše pak prodal následujícího roku za 43 000 zl. uherskému rytíři Benediktu Palašti z Kasejova“. Po bělohorských událostech ale některé vesnice změnily majitele, roku 1627 tak připadly Bošovice včetně tvrze rodu Lichtenštejnů, konkrétně Maxmiliánovi z Lichtenštejna. Ten je následně připojil ke žďánickému panství, což znamenalo definitivní zánik samostatného tohoto feudálního statku a Bošovice se již natrvalo stávají součástí rozlehlého dominia knížat Lichtenštejnů. Závěrečná fáze třicetileté války totiž vedla k výraznému zpustnutí Bošovic, které se jen pomalu po skončení války navracely do původního stavu a pro objekt tvrze je toto období počátkem takřka 300 let trvající postupné degradace.
V období raného baroka nejprve sloužila jako obydlí nižší úřednické šlechty, později už pouze úředníkům z řad poddaných a ve své pozdně renesanční podobě tak setrvávala i nadále. Finanční možnosti jejích obyvatel totiž neumožnovaly rozsáhlejší akce a omezovaly se pouze na drobné stavební úpravy. K největším stavebním změnám patřilo vybudování trojice polí barokní arkády, která nahradila dosavadní dřevěnou pavlač při nádvorním průčelí jižního křídla. Společně s ní byla vyzděna taktéž nádvorní zeď chodby v patře nacházejícím se nad arkádou. Pravděpodobně v průběhu 18. století došlo jistému zásadnímu zásahu do stavby, z důvodu značně vágních informací dostupných z někdejšího vrchnostenského archívu z tohoto období však není možno tyto zásahy přesněji charakterizovat. Neefektivnost při využití poměrně rozsáhlých obytných prostor ve tvrzi a naopak neustálý nárůst potřeby prostor skladovacích, vycházející ze zvýšené hospodářské produkce nasměrovaly další využití bošovické tvrze. Interiéry v obou podlažích západního křídla byly proměněny na sýpku. Souběžně s přeměnou podstatné části tvrze na sýpku došlo také k jejímu statickému zpevnění šikmým nárožním opěrným pilířem, přizděným k jihozápadnímu nároží tvrze, přičemž následné stavební etapy se na tvrzi projevily jen drobnými zazdívkami.
V roce 1925 byly na základě pozemkové reformy pozemky náležící do majetku knížete Lichtenštejna rozparcelovány. Ze zdejšího velkostatku, jehož součástí byla tvrz, zůstal pouze „zbytkový statek“, který byl posléze celý odkoupen dosavadním nájemcem velkostatku, p. Františkem Skopalíkem. Z takto rozdělených polností se pak i dalším žadatelům přerozdělovalo po 1 ha půdy, přičemž do majetku obce se dostaly pastviny a málo výnosná půda, která následně sloužila jako stavební pozemky. Ještě před smrtí Františka Skopalíka přešel tento majetek na jeho vnuky. V 50. letech 20. století ale dochází ke znárodnění, hospodářské budovy přešly do majetku nově vzniklého statku JZD a budova tvrze připadla místnímu národnímu výboru.
Po skončení druhé světové války začal tvrz užívat místní národní výbor, který v ní zřídil kulturní centrum obce, dále ve tvrzi vzniklo menší vlastivědné muzeum. Technický stav tvrze se postupně zhoršoval, během 80. let 20. století byl proto vytvořen plán rekonstrukce, ke které částečně i došlo, když stavba dostala zcela novou střechu. V plánu bylo také zbudování sklepní restaurace s vinárnou, chodby a první patro obytných křídel měla být věnována expozici zaobírající se vývojem tvrzí na Moravě. V podkroví a plánované nástavbě věže se počítalo s ubytovacími kapacitami pro 50 osob. Rekonstrukce se ovšem ukázala nešetrnou, neboť byly odstraněny některé zdobné prvky a rekonstrukce navíc zůstala vlivem polistopadových událostí nedokončena.
Hosák se Zemkem ve své knize Hrady, zámky a tvrze v Čechách, na Moravě a ve Slezsku: Jižní Morava z roku 1981 tvrz dokonce popisují jako renesanční »zámek«, který byl později přestavěn v zámek barokní a přidávají reálie platné pro daný rok. Uvedené se ovšem neshoduje s poznatky platnými v roce 2021, kdy je se o objektu hovoří jako o goticko-renesanční tvrzi.
| „ | „Tvrz nechala pravděpodobně kolem r. 1560 přebudovat Kateřina z Domamyslic na renesanční zámek, který byl koncem 17. století přestavěn v barokní. Budova zámku má gotické portály a vstupní křídlo z přelomu 16. a 17. století. Kolem je malý parčík. Zámek dnes náleží MNV, který jej používá ke kulturním a sociálním účelům.“ | “ |

Po sametové revoluci byly rekonstrukční práce zastaveny, z důvodu vynaložených investic ale obec odmítla na základě restitučních nároků tvrz vrátit právoplatným majitelům, což vyústilo v soudní spor. Potomci původních majitelů s obcí nakonec roku 2006 dospěli k dohodě, když tvrz společně nabídli k prodeji, prodat se ji však nepodařilo a roku 2010 byla tvrz zcela navrácena právoplatné majitelce. K roku 2022 nebyly zahájeny žádné práce směřující k záchraně objektu, který zůstává v havarijním stavu.

## Popis

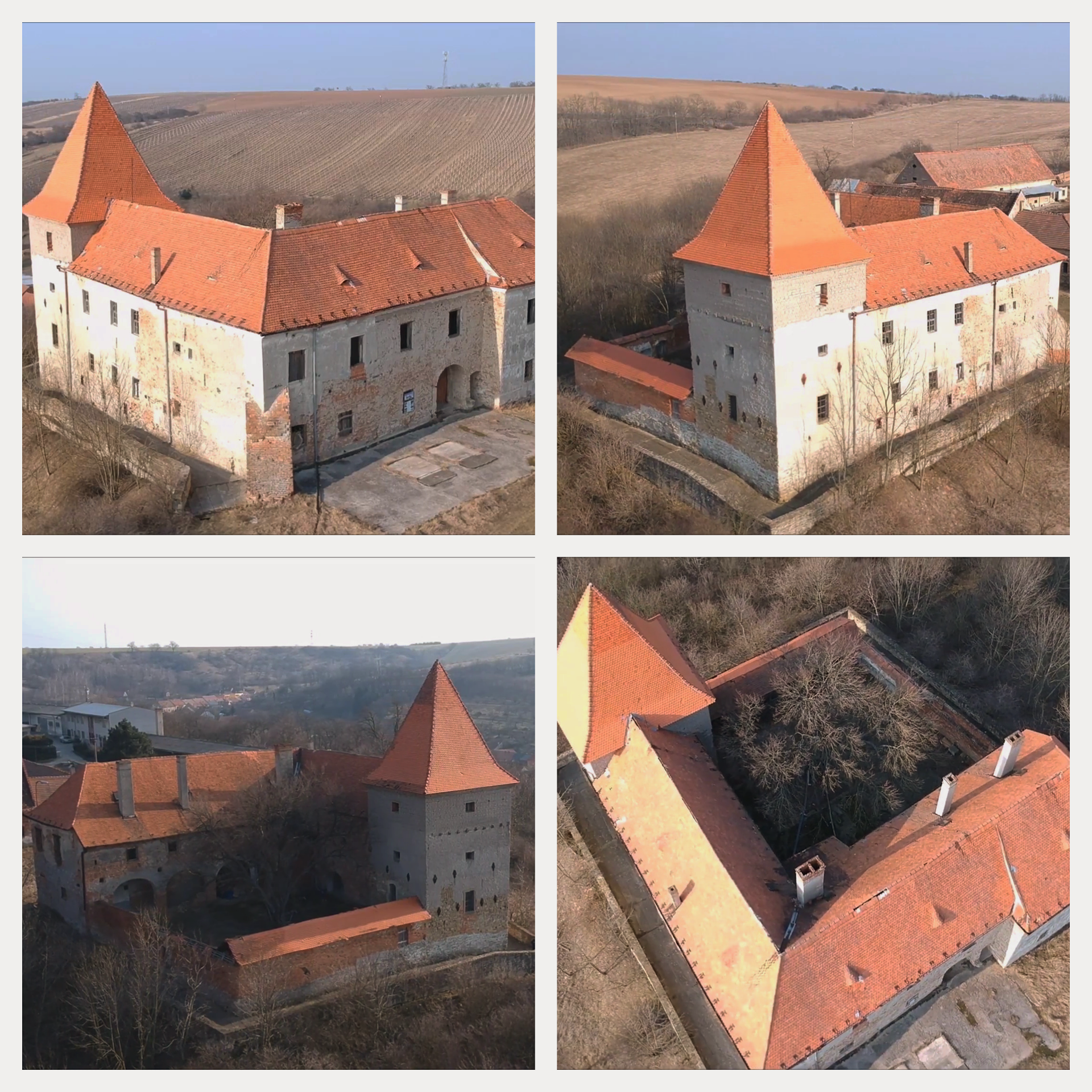
Koláž snímků tvrze pořízených z dronu

Jedná se o jednopatrovou dvoukřídlou budovu půdorysu ve tvaru L s bočním rizalitem v šířce jedné okenní osy. Průčelí o 3 + 2 okenních osách, okna jsou pravoúhlá v líci zdiva. Průjezd je asymetricky prolomen s půlkruhově zaklenutými patníky. První patro o 4 + 2 okenních osách, okna v líci zdiva. Na nároží se nachází opěrný pilíř. V boční fasádě nad srázem jsou okna v nestejné výši a o různých velikostech. V přízemí se nalézají tři okna pravoúhlá a jedno segmentově zaklenuté. V 1. patře pět okenních os, okna jsou pravoúhlá v líci zdiva. Pouze u jednoho okna zůstala zachována šambrána. Dvorní trakt s dvěma arkádam. Místnosti zaklenuty valenou klenbou, trámovým stropem, 1. patro plochostropé. V 1. patře dvorního křídla portál s žebrovým ostěním, vytvořeným pronikem pravoúhlého rámování a oslího hřbetu. Podstřešní profilovaná římsa nese střechu valbovou.

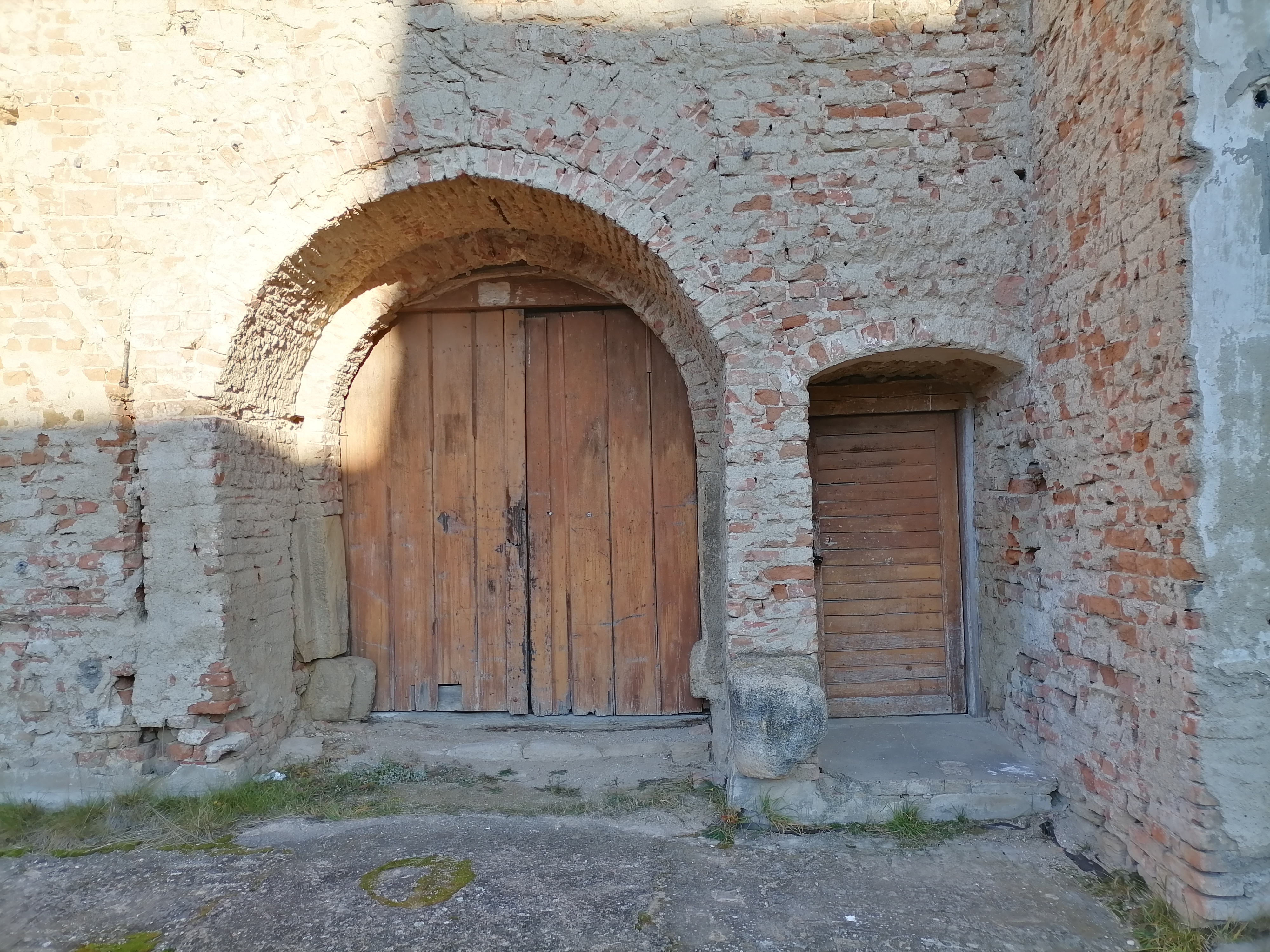
Hlavní vstupní portál do tvrze

Do tvrze se vchází branou vsazenou do renesančního traktu na nádvoří, na levé straně lze poté spatřit původní gotickou část. Na jejím západním okraji zřetelně vyčnívá nejstarší část – snížená věž. Ve výši poschodí je zřetelná zazděné ostění někdejšího dveřního otvoru, kudy se v období středověku po žebříku vstupovalo do jedné ze světnice, v pozdějším období do přistavěného křídla. Prosvětlení této světnice je zajištěno špýcharovými okny, strop dřevěný, podlaha dlážděná čtvercovými dlaždicemi. Že světnice vede průchod s pozdně–gotickým portálem do velkého sálu, ve kterém byla během rekonstrukčních prací v polovině 80. let objeveny dva krby a zazděná renesanční okna. Ze sálu posléze vede průchod do přízemí věže, které původně sloužilo jako sklep a spižírna bez oken, ta byla po roce 1720 přebudována na kapli. K ní přiléhají další dvě oddělené místnosti, v nichž do roku 1806 bydlel místní kaplan.
Uprostřed nádvoří lze nalézt starou studnu, čerpání vody z ní zajišťovalo čerpadlo poháněné větrem, tzv. „montor“. Dále se pokračuje do novějšího renesančního křídla (v němž je zároveň vsazena hlavní brána). Toto křídlo, jak již bylo uvedeno v sekci historie výše, vzniklo přistavěním k původní tvrzi v linii původního příkopu, jehož zbytek byl následně zasypán. Nalevo u zdi brány je strmé dřevěné schodiště, které od 16. století nahradilo původní vstup z věže. Po zdolání schodů se poté prochází úzkou chodbou lemovanou malými okny s výhledem do nádvoří kolem sedmi obytných místností.